# Antyklina fałszywa
Antyklina fałszywa – antyforma, w której następstwo wiekowe utworów jest odwrotne niż w antyklinie – utwory młodsze występują w jądrze, a starsze na skrzydłach. Do takiej sytuacji może dojść w przypadku fałdów przewalonych.